# Sidi Harazem
Sidi Harazem (in arabo سيدي حرازم‎?, Sīdī Ḥarāzim, in berbero ⵙⵉⴷⵉ ⵃⵔⴰⵣⵎ, Sidi Ḥrazm) è una città del Marocco situata nella prefettura di Fès, regione di Fès-Meknès. Conta una popolazione di 5622 abitanti (censimento 2014).

## Stazione termale e acqua minerale
Sidi Harazem è una delle due località termali della regione di Fez, situata a circa 10 km a est. Vanta una sorgente termale (35 °C) con acqua naturale, ricca di bicarbonato di magnesio e povera di minerali. Questa sorgente è nota almeno dal XVI secolo, in particolare dal geografo arabo Leone l'Africano.
L'acqua minerale di Sidi Harazem è nota per le sue proprietà curative per le malattie del fegato e dei reni. È commercializzata dalla Société Thermale des Eaux (Sotherma), che fa parte del gruppo Société Nationale d'Investissement.
Nel 2020, a seguito della scoperta della contaminazione da parte del batterio Pseudomonas aeruginosa nell'acqua minerale denominata Sidi Harazem, proveniente da questa sorgente, la produzione e la commercializzazione di questo marchio sono state sospese.